# Heinrich Wydler
Heinrich Wydler (Zúrich, 24 de abril de 1800 – Gernsbach, 6 de diciembre de 1883) fue un botánico suizo. Estuvo durante los años 1826 a 1827 en una expedición exploratoria a las Indias Occidentales; trabajó en el jardín Botánico de San Petersburgo entre 1828 a 1830; fue curador de las colecciones botánicas de de Candolle en la Universidad de Ginebra (G-DeC), de 1830 a 1834. Fue maestro en Ginebra y en Berna y luego de su matrimonio en 1840 se instala en Estrasburgo.

## Algunas obras
- Essai monographique sur le genre Scrophularia. 1828.

## Honores
El ahora difunto género Wydleria DC. 1830 (Apiaceae) fue nombrado en su honor.